# ایمای کانه‌هیرا
ایمای کانه‌هیرا (به ژاپنی: 今井兼平 Imai Kanehira); ۱ ژانویهٔ ۱۱۵۲ – ۲۱ فوریهٔ ۱۱۸۴) یک فرمانده سپاه سامورایی در دوره هی‌آن اهل ژاپن بود. وی برادر شیری میناموتو نو یوشیناکا بود و در جبهه یوشیناکا در جنگ گنپی شرکت کرد.